# Vicia argentea
Vicia argentea là một loài thực vật có hoa trong họ Đậu. Loài này được Lapeyr. miêu tả khoa học đầu tiên.